# Polymorphus altmani
Polymorphus altmani är en hakmaskart som först beskrevs av Perry 1942.  Polymorphus altmani ingår i släktet Polymorphus och familjen Polymorphidae. Inga underarter finns listade i Catalogue of Life.